# Neuse

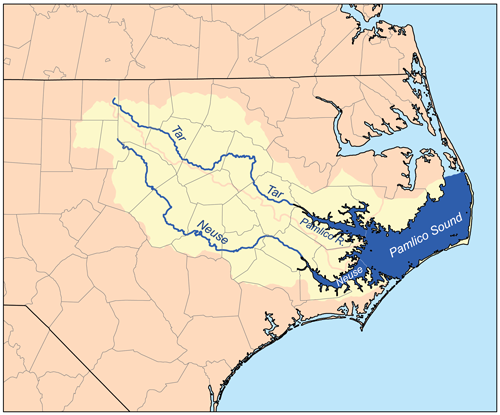
Stroomgebied

De Neuse is een rivier in de Amerikaanse staat North Carolina, die ongeveer 325 km lang is. De rivier mondt uit in Pamlico Sound, en wordt naarmate dichter bij de monding steeds moerassiger.

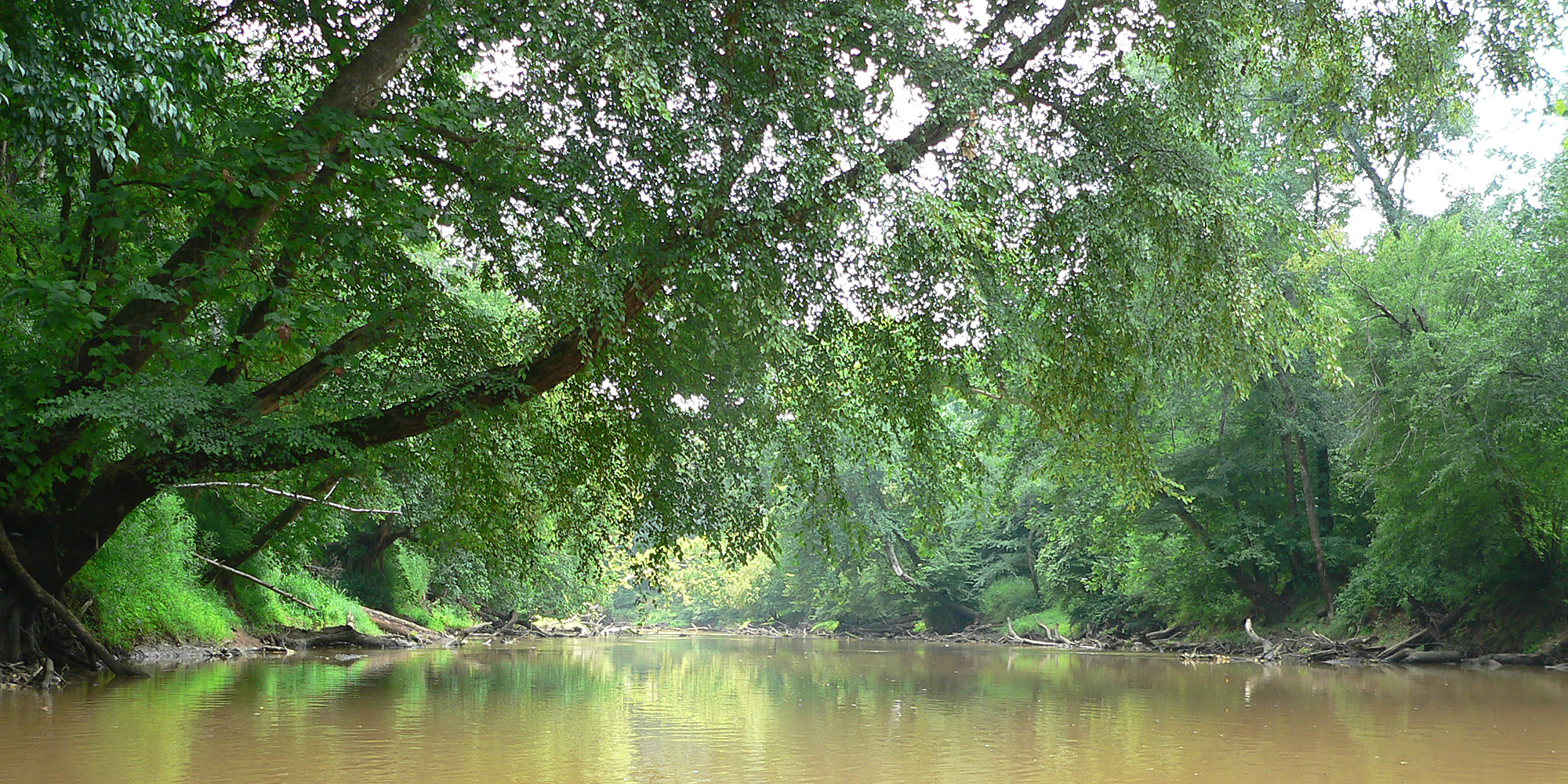
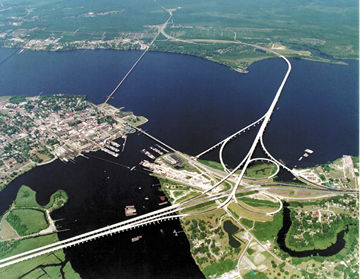

- Library of Congress Control Number: sh85091187
- National Archives and Records Administration: 10038748
- Nationale Bibliotheek van Israël: 987007565618605171
- Virtual International Authority File: 315526520